# Ammobatoides luctuosus
Ammobatoides luctuosus là một loài Hymenoptera trong họ Apidae. Loài này được Friese mô tả khoa học năm 1911.